# 山口県道361号錦鹿野線
山口県道361号錦鹿野線（やまぐちけんどう361ごう にしきかのせん）は、山口県岩国市から周南市に至る一般県道である。

## 概要
岩国市錦町広瀬から周南市鹿野大字上に至る。現在岩国市錦地区では平瀬ダムに伴う付け替え道路が建設されている。

### 路線データ
- 起点：岩国市錦町広瀬（国道434号交点）
- 終点：周南市鹿野大字上（山口県道・島根県道12号鹿野吉賀線交点）

## 歴史
- 1983年（昭和58年）3月18日 - 山口県告示第270号により認定される。
- 2003年（平成15年）4月21日 - 新南陽市・徳山市・熊毛郡熊毛町・都濃郡鹿野町が対等合併して周南市が発足したことに伴い終点の地名表記が変更される（都濃郡鹿野町鹿野上→周南市鹿野上）。
- 2006年（平成18年）3月20日 - 岩国市と玖珂郡の町村（和木町を除く）が対等合併して改めて岩国市が発足したことに伴い起点の地名表記が変更される（玖珂郡錦町広瀬→岩国市錦町広瀬）。なお、錦町の読み方は新・岩国市発足後「にしきちょう」から「にしきまち」に変更された。

## 地理

### 通過する自治体
- 山口県
  - 周南市 - 岩国市

### 交差する道路
| 交差する道路                     | 市町村名 | 交差する場所 | 交差する場所 |
| -------------------------------- | -------- | ------------ | ------------ |
| 国道434号                        | 岩国市   | 錦町広瀬     | 起点         |
| 山口県道・島根県道12号鹿野吉賀線 | 周南市   | 鹿野大字上   | 終点         |

### 沿線
- 平瀬ダム（建設中）
- 錦川
- 初瀬の滝
- 黒滝
- 木谷峡
- 鹿落ちの滝
- 長野山緑地公園
- 中国自然歩道